# Chrysiptera springeri
Chrysiptera springeri es una especie de peces de la familia Pomacentridae en el orden de los Perciformes.

## Morfología
Los machos pueden llegar alcanzar los 5,5 cm de longitud total.

## Hábitat
Es un pez de mar.

## Distribución geográfica
Se encuentran en Indonesia (Islas Molucas y Flores) y en Filipinas.